# The Essentials
Albums de Ice Cube
Raw Footage
(2008) I Am the West
(2010)
The Essentials est une compilation d'Ice Cube, sortie le 16 septembre 2008.

## Liste des titres
| No  | Titre                                                                                                   | Album original                               | Durée |
| --- | --- | -------------------------------------------- | ----- |
| 1.  | Go to Church (featuring Lil Jon et Snoop Dogg – Produit par Lil Jon)                                    | Laugh Now, Cry Later                         | 3:52  |
| 2.  | A Bird in the Hand (Produit par Boogiemen et Ice Cube)                                                  | Death Certificate                            | 2:12  |
| 3.  | Ghetto Vet (featuring Mack 10 et Mr. Short Khop – Produit par Bud'da)                                   | Bande originale du film I Got the Hook Up    | 4:38  |
| 4.  | Greed (Produit par Bud'da et Ice Cube)                                                                  | Bande originale du film Flics sans scrupules | 4:29  |
| 5.  | Supreme Hustle (Produit par Carl « Chucky » Thompson, Loren Hill et Rich Nice)                          | War and Peace - Volume 2 (The Peace Disc)    | 3:37  |
| 6.  | It Was a Good Day (Produit par DJ Pooh)                                                                 | The Predator                                 | 4:20  |
| 7.  | Spittin' Pollaseeds (featuring Kokane et WC – Produit par D-Mac et Laylaw)                              | Laugh Now, Cry Later                         | 5:03  |
| 8.  | Rollin' With the Lench Mob (Produit par The Bomb Squad, Ice Cube et Sir Jinx)                           | AmeriKKKa's Most Wanted                      | 3:44  |
| 9.  | The Wrong Nigga to Fuck Wit (Produit par Ice Cube et Sir Jinx)                                          | Death Certificate                            | 2:49  |
| 10. | When Will They Shoot? (Produit par Bobcat, DJ Pooh et Ice Cube)                                         | The Predator                                 | 4:36  |
| 11. | Why We Thugs/Smoke Some Weed (Live) (featuring Crazy Toones et WC – Produit par Bud'da et Scott Storch) | Laugh Now, Cry Later                         | 6:16  |
| 12. | Givin' Up the Nappy Dugout (Produit par Boogiemen et Ice Cube)                                          | Death Certificate                            | 4:13  |
| 13. | A Gangsta's Fairytale (Produit par The Bomb Squad, Eric Sadler, Ice Cube et Sir Jinx)                   | AmeriKKKa's Most Wanted                      | 3:01  |
| 14. | Check Yo Self (featuring Das EFX – Produit par DJ Muggs et Ice Cube)                                    | The Predator                                 | 3:42  |
| 15. | What Can I Do? (Produit par 88 X Unit)                                                                  | Lethal Injection                             | 4:20  |
| 16. | War & Peace (Produit par Bud'da et Ice Cube)                                                            | War and Peace - Volume 1 (The War Disc)      | 2:58  |
| 17. | Dead Homiez (Produit par Ice Cube)                                                                      | Kill at Will                                 | 3:53  |
| 18. | Cold Places (Produit par Dee Underdue et Teak « Da Beatsmith » Underdue)                                | Raw Footage                                  | 4:14  |